# Jan Erik Olsen
Jan Erik Olsen (Halden, 14 settembre 1956) è un ex calciatore norvegese, di ruolo portiere.

## Carriera

### Club
Olsen giocò con la maglia del Mjøndalen, per poi passare al Kvik Halden. Si trasferì in seguito al Fredrikstad, prima di tornare al Kvik Halden, per poi ritirarsi nel 1989.

### Nazionale
Conta 2 presenze per la Norvegia. Esordì il 26 maggio 1977, in occasione della sconfitta per 1-0 contro la Svezia.

## Palmarès

### Club

#### Competizioni nazionali
- Coppa di Norvegia: 1

Fredrikstad: 1984